# Hugo Santiago Muchnik
Hugo Santiago Muchnik (Buenos Aires, 12 de diciembre de 1939 - París, Francia; 27 de febrero de 2018) fue un cineasta y guionista argentino. Cultivó un cine vanguardista y experimental respecto al montaje considerado clásico y caracterizado por su profundidad y rebeldía.[cita requerida] Es considerado un director de culto autor de una filmografía influyente y secreta.[cita requerida]

## Biografía
Hugo Santiago Muchnik nació en Buenos Aires. Estudió filosofía y literatura en la Universidad de Buenos Aires, donde conoció a Jorge Luis Borges. En 1959, fue becado por el Fondo Nacional de las Artes y viajó a París, donde fue por siete años asistente y discípulo de Robert Bresson. Regresó a fines de la década del sesenta a Buenos Aires y realizó Invasión, con guion original de Borges y Adolfo Bioy Casares. 

### Primer filme
Con Invasión (1969), estrenada en la primera edición de la Quincena de los Realizadores del Festival de Cannes, inició su carrera cinematográfica. La película se convirtió en un raro objeto de culto.[cita requerida] Su trama trata de una ciudad sitiada, Aquilea, cuya fisonomía oculta los rasgos de Buenos Aires.

"Aquilea es Buenos Aires pero es Aquilea y es la Argentina pero es Aquilea."
Hugo Santiago

En ella, un grupo de hombres la defienden heroicamente y los invasores esperan el momento del ataque final. El filme, que contaba con guion de Borges y Bioy Casares, cruzaba el policial negro con el género fantástico.

"Se trata de un film fantástico y de un tipo de fantasía que puede calificarse de nueva. No se trata de una ficción científica a la manera de Wells o Bradbury. Tampoco hay elementos sobrenaturales. Los invasores no llegan de otro mundo, y tampoco es psicológicamente fantástico: los personajes no actúan -como suele ocurrir en las obras de Henry James o Kafka- de un modo contrario a la conducta general de los hombres. Se trata de una situación fantástica: la situación de una ciudad que esta sitiada por enemigos poderosos y defendida - no se sabe por qué-  por un grupo de civiles (...). De modo que - lo repito- hemos intentado (no sé con qué fortuna) un nuevo tipo de film fantástico: un film basado en una situación que no se da en la realidad, y que debe, sin embargo, ser aceptada por la imaginación de espectador."
Jorge Luis Borges

### Filmes en Francia
Radicado en Francia, volvió a colaborar con Borges y Bioy Casares en Les autres, en castellano Los otros (1974): la historia de un hombre que pierde a su hijo y es arrastrado a una serie de metamorfosis cuando procura averiguar las causas de esa muerte. La película provocó un escándalo durante su proyección en Cannes. En Écoute voir..., en castellano El juego del poder (1979), Catherine Deneuve interpreta a una especie de Philip Marlowe en versión femenina que se ve envuelta en una trama delirante de sectas y modernas tecnologías. La última película fue Las veredas de Saturno, en francés Les trottoirs de Saturne (1985, con guion del escritor argentino Juan José Saer), la cual retoma la saga de Invasión. Esta cinta sigue la historia de un tanguero de Aquilea exiliado en París. En 2009 empezó la tercera parte de esa trilogía, con un filme que terminaría la saga.. Aunque no hay registro sobre que la haya terminado.

### Objetos audiovisuales
Desde mediados de los años 1980, Santiago se dedicó casi exclusivamente a la realización de lo que él mismo denominaba "objetos audiovisuales":[cita requerida]
- Electra (1986, sobre la tragedia de Sófocles),
- La gesta gibelina (1988, sobre La Orestíada de Xenakis),
- Enumeraciones (1989, inspirada en la Ceremonia musical de Georges Aperghis),
- La voz humana (1989, a partir de la tragedia lírica de Francis Poulenc y Jean Cocteau) y
- La vida de Galileo (1991, puesta en escena de la obra de Bertolt Brecht).

No se trata de documentales en un sentido convencional.[cita requerida] El cine se aproxima a una obra preexistente, sabiendo que su naturaleza ceremonial es irreproducible.[cita requerida]
La fábula de los continentes (1992), ópera cinematográfica compuesta en colaboración con Georges Aperghis, es un film radical, donde el cine, la ópera, y la novela de aventuras se asocian para hacer surgir un nuevo género.[¿cuál?]

### Documentales de arte
En los años siguientes, su atención se concentró en una serie singular de "documentales de arte":[cita requerida]
- Christophe Coin, el músico (1995),
- Mosaiques y Beethoven (1999),
- Maurice Blanchot (1998)
- Maria Bethânia de Brasil (2001)

En estas obras Hugo Santiago asedia a sus sujetos hasta obtener alguna verdad sobre su poética.[cita requerida]

### Últimas obras
El lobo de la costa Oeste (2002) fue el filme que señaló su regreso al cine de ficción después de largo tiempo. Durante el año 2007 Santiago completaría la trilogía de Aquilea con el filme Adiós.[cita requerida] Pero como ya se dijo, no quedó registro sobre este proyecto. Aunque su última película Le ciel du centaure (2015) fue filmada en Argentina y transcurre en Buenos Aires, no pertenece a la serie conceptual de Aquilea.

## Filmografía
Director
- El cielo del centauro, 2015
- Le loup de la côte Ouest, 2002
- Les trottoirs de Saturne, 1985
- Écoute Voir..., 1978
- Les autres, 1974
- Invasión, 1969

Intérprete
- Les trois couronnes du matelot, 1982
- Colloque de chiens, 1977
- ...(Puntos suspensivos) (1970)